# Midden-Delfland
Midden-Delfland est une commune des Pays-Bas de la province de la Hollande-Méridionale et de la région de Westland. Elle a été créée le 1er janvier 2004, après la fusion des anciennes communes de Maasland et de Schipluiden.

## Galerie

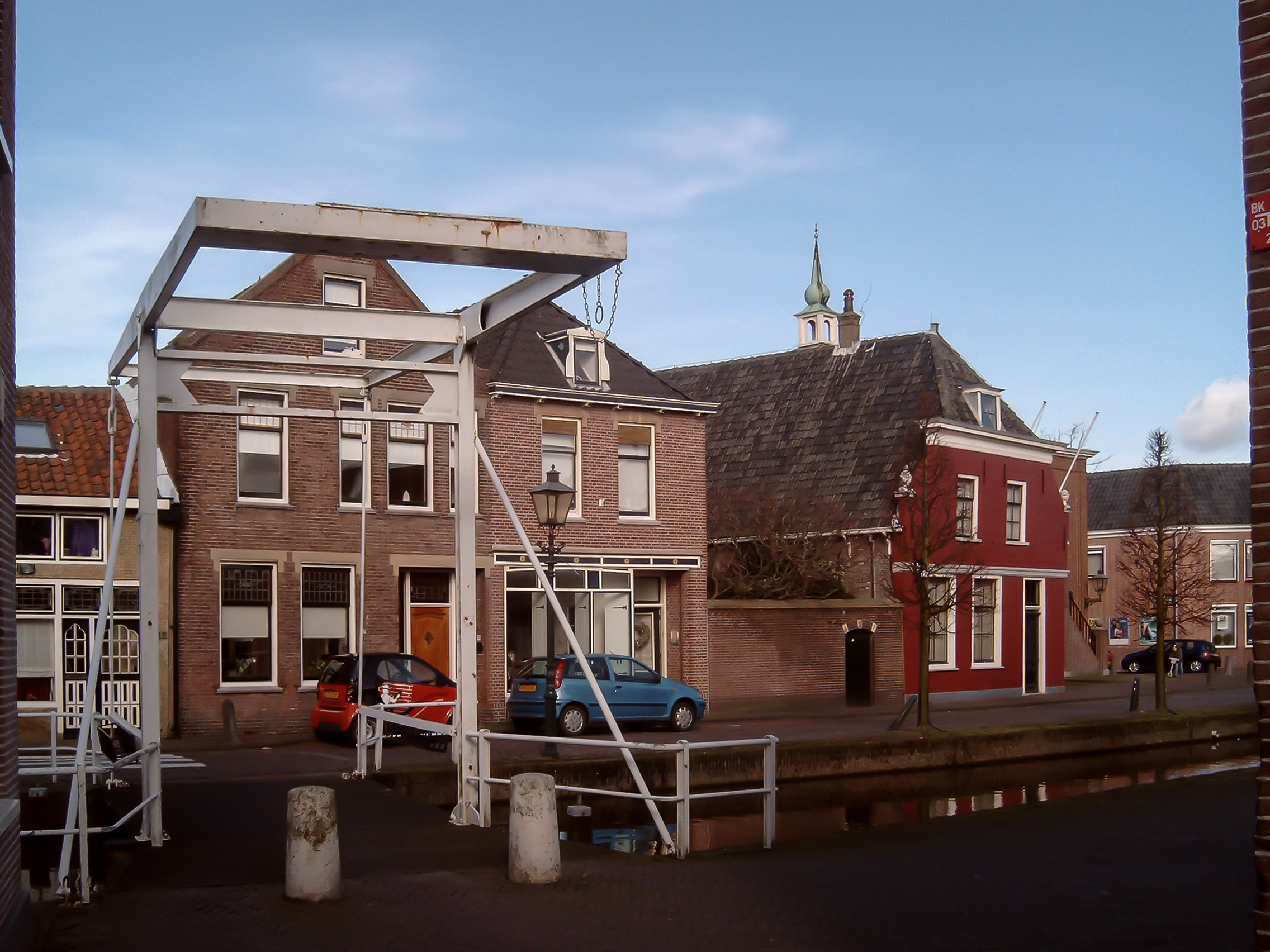
Maasland, le pont basculant dans le centre
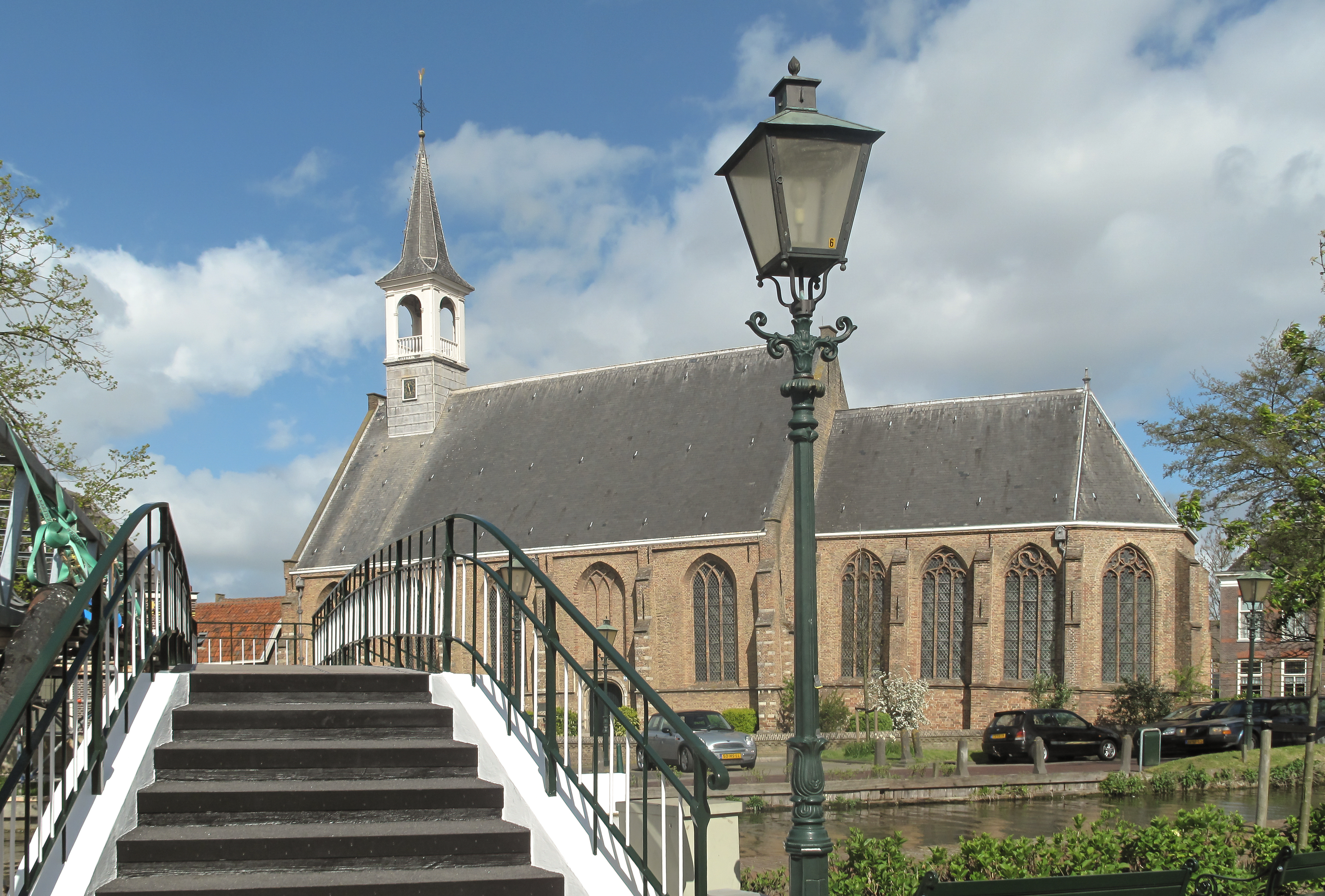
Schipluiden, l'église dans la rue
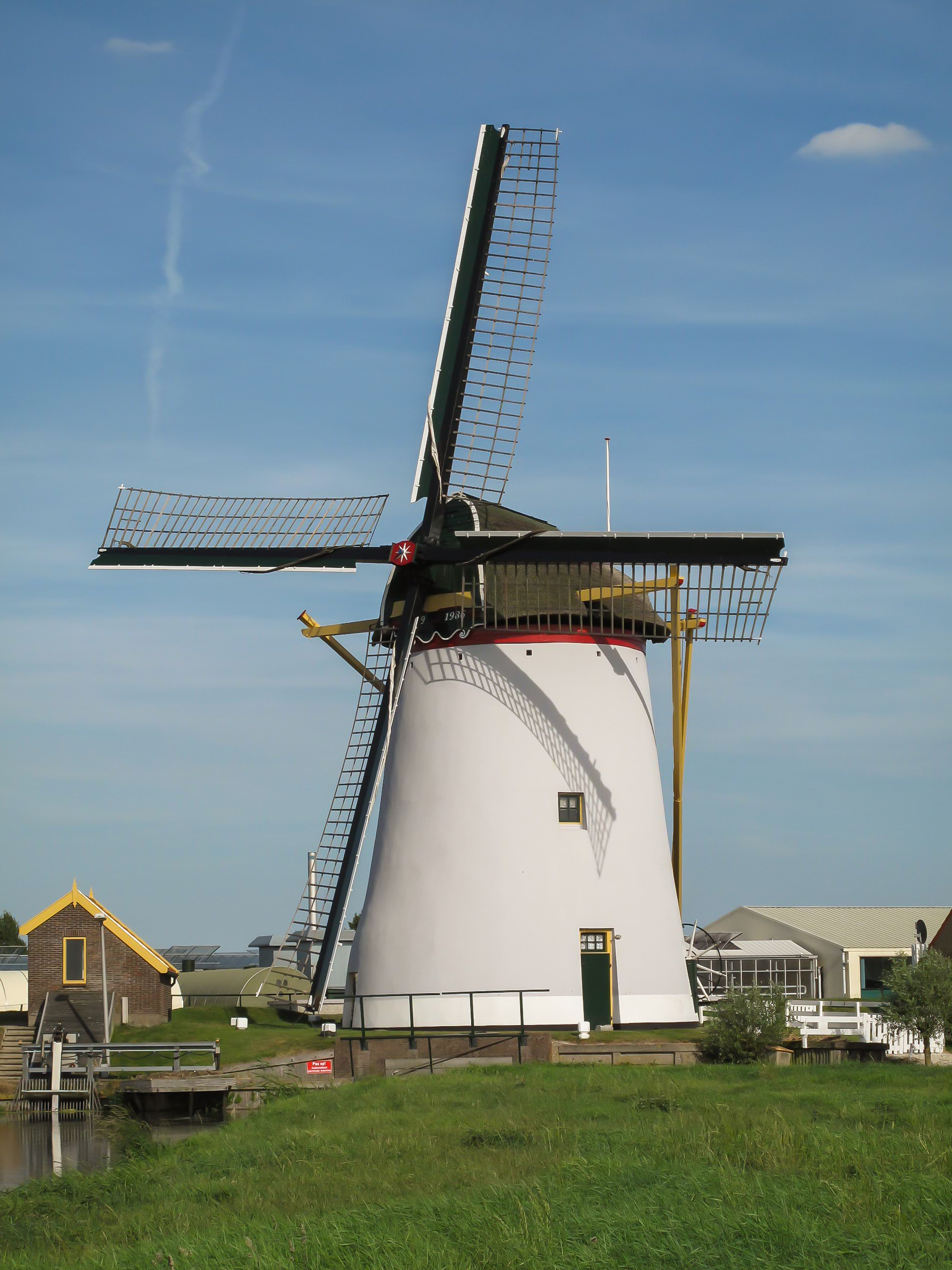
près 't Woudt, le moulin: Groeneveldse molen
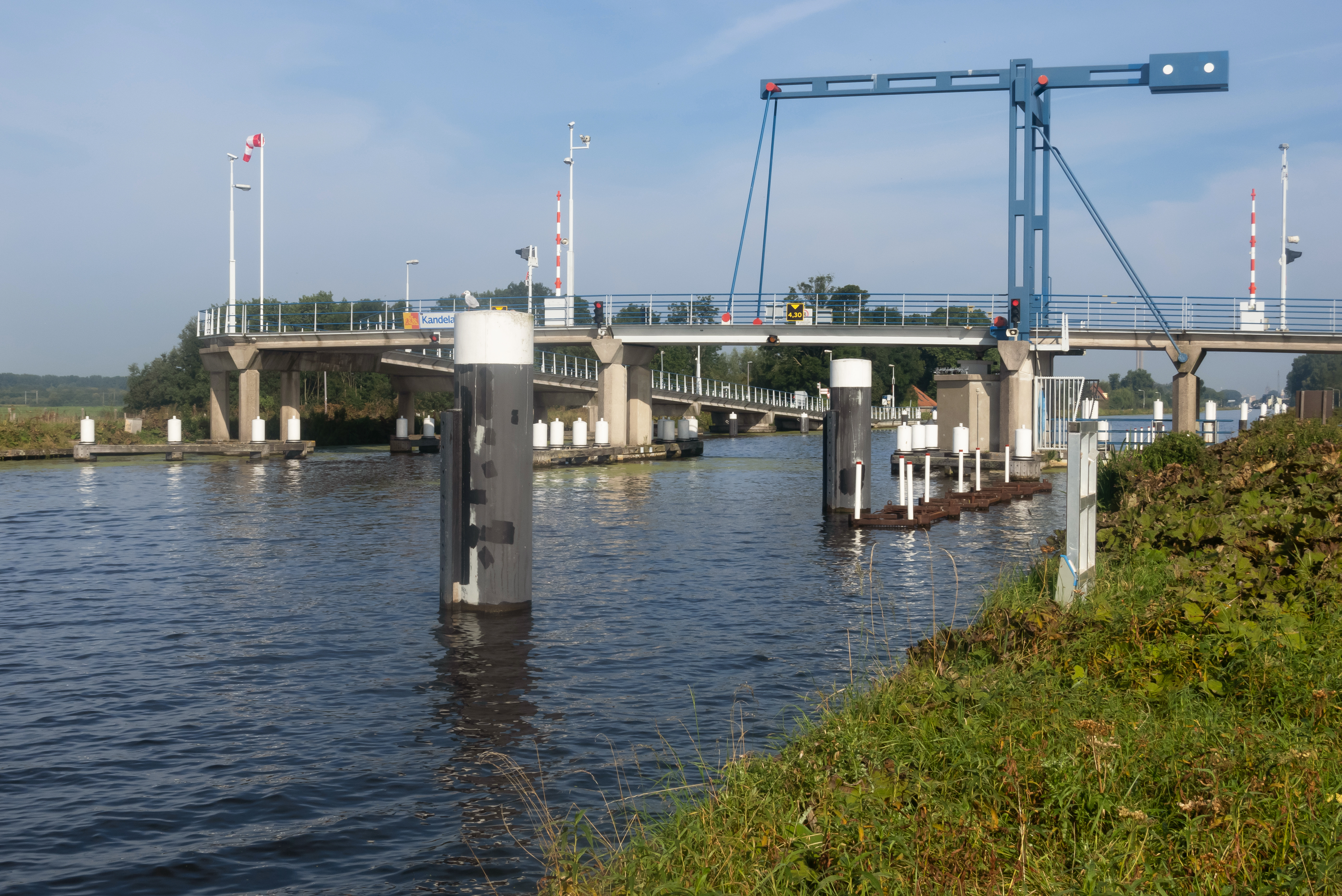
De Zweth, le pont: Kandelaarsbrug